# Taggbock
Taggbock (Prionus coriarius) är en skalbagge som tillhör familjen långhorningar. Taggbocken har fått sitt namn efter de tre taggarna som den har på var sida om halsskölden. Den fullbildade skalbaggen är 2 till 4,5 centimeter lång, hanen något mindre än honan. Hanen känns också lätt igen på sina tjocka antenner. 
Taggbockens larver lever i lövträdstubbar.